# Уилсън (окръг, Канзас)
Вижте пояснителната страница за други значения на Уилсън.
Окръг Уилсън (на английски: Wilson County) е окръг в щата Канзас, Съединени американски щати. Площта му е 1489 km², а населението - 9834 души. Административен център е град Фридония.